# Златни глобус за најбољу главну мушку улогу у мини-серији или ТВ филму

## Награђени
- 1982: Мики Руни, Бил
- 1983: Ентони Ендруз, Brideshead Revisited
- 1984: Ричард Чејмберлен, Птице умиру певајући
- 1985: Тед Дансон, Something About Amelia
- 1986: Дастин Хофман, Смрт трговачког путника
- 1987: Џејмс Вудс, Обећање
- 1988: Ренди Квејд, LBJ: The Early Years
- 1989: Стејси Кич, Хемингвеј и Мајкл Кејн, Џек Трбосек
- 1990: Роберт Дувал, Усамљена голубица
- 1991: Џејмс Гарнер, Decoration Day
- 1992: Бо Бриџиз, Without Warning: The James Brady Story
- 1993: Роберт Дувал, Stalin
- 1994: Џејмс Гарнер, Barbarians at the Gate
- 1995: Раул Хулија, The Burning Season
- 1996: Гари Синиз, Труман
- 1997: Алан Рикман, Rasputin
- 1998: Винг Рејмс, Don King: Only in America *
- 1999: Стенли Тучи, Winchell
- 2000: Џек Лемон, Inherit The Wind
- 2001: Брајан Денехи, Arthur Miller's Death Of a Salesman
- 2002: Џејмс Франко, Џејмс Дин
- 2003: Алберт Фини, The Gathering Storm
- 2004: Ал Пачино, Амерички анђели
- 2005: Џефри Раш, Живот и смрт Питера Селерса
- 2006: Џонатан Рис-Мејерс, Елвис
- 2007: Бил Нај, Гидеонова кћи
- 2008: Џим Бродбент, Лонгфорд
- 2009: Пол Џијамати, Џон Адамс
- 2010: Кевин Бејкон, Пратња
- 2011: Ал Пачино, Не знате ви Џека
- 2012: Идрис Елба, Лутер
- 2013: Кевин Костнер, Хатфилди и Макоји
- 2014: Мајкл Даглас, Мој живот с Либерачијем
- 2015: Били Боб Торнтон, Фарго
- 2016: Оскар Ајзак, Покажи ми хероја
- 2017: Том Хидлстон, Ноћни менаџер
- 2018: Јуан Макгрегор, Фарго
- 2019: Дарен Крис, Атентат на Ђанија Версаћеа: Америчка крими прича
- 2020: Расел Кроу, Најјачи глас
- 2021: Марк Рафало, Знам да је ово истина
- 2022: Мајкл Китон, Dopesick
- 2023: Еван Питерс, Дамер — Монструм: Прича о Џефрију Дамеру
- 2024: Стивен Јан, Beef
- 2025: Колин Фарел, Пингвин